# بريجيت ساي
بريجيت ساي (بالفرنسية: Brigitte Sy)‏ هي كاتبة سيناريو ومخرجة وممثلة فرنسية، ولدت في 26 يناير 1956 بباريس في فرنسا.

## وصلات خارجية
- بريجيت ساي على موقع IMDb (الإنجليزية)
- بريجيت ساي على موقع ألو سيني (الفرنسية)
- بريجيت ساي على موقع أول موفي (الإنجليزية)
- بريجيت ساي على موقع قاعدة بيانات الأفلام السويدية (السويدية)
- بريجيت ساي على موقع قاعدة بيانات الفيلم (الإنجليزية)
- بريجيت ساي على موقع كينوبويسك (الروسية)